# 大乘基
大乘基（632年—682年），俗姓尉遲，字洪道，京兆長安人，唐朝玄奘大師之徒，法相唯識宗的創始人，因常住大慈恩寺、發揚玄奘所立之宗派而被稱慈恩大师。“基”之前的字不明，宋以後称其为窺基。“大乘基”与“基”為其的署名。

## 生平
窺基之父尉遲敬宗官至右金吾卫将军、受封為江油縣開國公，伯父為开国功臣、鄂国公尉迟敬德。
窺基十七歲（貞觀二十二年）剃髮出家为玄奘弟子。原住广福寺，后移住大慈恩寺，後从玄奘学习梵文和佛教经论，翻译佛经。二十五岁参加玄奘译场，二十八岁参译并注释《成唯识论》，继承玄奘宣扬法相宗教义。著述甚多，有法華經玄贊十卷、彌勒上生經疏二卷、成唯識論述記二十卷、瑜伽师地論略纂十六卷等，時稱「百部論主、疏主」，宣扬法相唯識宗。
唐高宗永淳元年（682年）十一月十三日，窺基圓寂於大慈恩寺翻經院，十二月四日先葬於樊村北渠，後於文宗太和三年（829）七月啟塔荼毗遷入平原新塔， 葬玄奘塔側。

## 三車和尚
《宋高僧傳》錄有軼聞一則。傳說玄奘在路上看到窺基，見他眉清目秀，舉止疏略，想收其為弟子。窺基本不願意，但禁不住對方一再勸說，就對玄奘提出聽我三事：不斷情慾、葷血，過中食，就誓願出家。玄奘佯裝答應所求。窺基就用三輛大車，裝滿所想要的事物上路。所以，關中三輔之地戲稱其為三車和尚。但《宋高僧傳》同時表示窺基自序「九歲喪親後，逐漸疏遠浮塵流俗」，認為三車之說是對窺基的厚誣、謠傳。《禪門諸祖師偈頌》錄有〈慈恩大師出家箴〉，與「三車傳說」亦不甚相類。

## 著作
窺基應詔參與玄奘譯經前後九年，《開元釋教錄》記載，玄奘譯籍中由窺基法師筆受的就有《成唯識論》十卷、《辯中邊論頌》一卷、《辯中邊論》三卷、《唯識二十論》一卷、《異部宗輪論》一卷、《阿毗達磨界身足論》三卷等論書。
此外，窺基又作述記、贊疏、疏鈔，於玄奘門下造疏最多，時人譽為「百部疏主」。《法相宗章疏》（公元914年）及《注進法相宗章疏》（公元1176年）載明為窺基著作者，現存如下：
| 大乘經論注疏 - 金剛般若經贊述 - 金剛般若經論會釋 - 般若心經幽贊 - 大般若經理趣分述贊 - 妙法蓮華經玄贊 - 法華音訓（慧琳《一切經音義》第27卷收） - 妙法蓮華經釋『為』『為』二章 - 勝鬘經述記 - 說無垢稱經疏 - 彌勒上生經贊 | 唯識學（含唯識論注疏） - 瑜伽師地論略纂 - 成唯識論述記 - 成唯識論掌中樞要 - 成唯識論別鈔（殘卷） - 成唯識論料簡 - 大乘阿毗達磨雜集論述記 - 辯中邊論述記 - 唯識二十論述記 - 大乘百法明門論註 - 因明入正理論疏 - 大乘法苑義林章 | 部派論義 - 異部宗輪論述記 西方淨土著作 - 阿彌陀經疏（疑非窺基撰） - 阿彌陀經贊疏（疑非窺基撰） - 西方要決釋疑通規（疑非窺基撰） |

據目錄所載，窺基尚著有《天請問經疏》、《六門陀羅尼經疏》、《金剛般若玄記》、《攝大乘論疏》、《顯揚論疏》、《觀所緣緣論述記》、《俱舍論鈔》等，不過皆佚失不傳。敦煌法藏P.2147號抄本據研究是窺基從玄奘處傳下的《受菩薩戒法》。其多處引用窺基的著作，又與《勸發菩提心集》的「大唐三藏法師所傳西域正法藏受菩薩戒法」高度一致。
又《東域傳燈目錄》和《新編諸宗教藏總錄》載《瑜伽論劫章頌》為窺基所述，但最早登載此章頌的《靈巖寺和尚請來法門道具等目錄》記載「劫章論頌一卷(世親菩薩造三藏義淨譯)」。《惠運律師書目錄》記「賢劫論頌一卷(世親菩薩造義淨譯)」。《劫章頌》文風亦似翻譯經論，故應為世親造，義淨譯。
收入《趙城金藏》署名窺基的《因明論理門十四過類疏》是玄奘另一弟子文軌的作品。